# Humbert II. (Montpensier)
Humbert II. de Beaujeu († vor 14. November 1285) war ein Herr von Montpensier und Connétable von Frankreich aus dem Haus Beaujeu. Er war der Sohn von Guichard II. de Beaujeu, Herr von Montpensier, des Bruders von Humbert V. de Beaujeu.
Er nahm am Sechsten Kreuzzug unter Ludwigs IX. nach Ägypten (1248–1250) teil, befehligte die Infanterie in der Schlacht von Mansurah am 8. Februar 1250. Connétable von Frankreich wurde er 1277 als Nachfolger seines Vetters Guichard V. de Beaujeu.
Er heiratete vor dem 25. Juli 1276 Isabelle de Mello, 1257/1301 Herrin von Saint-Maurice-Thizouaille, Tochter von Guillaume de Mello dem Jüngeren und Witwe von Guillaume III., Graf von Joigny. Sie bekamen eine Tochter, Jeann de Beaujeu, die Montpensier erbte und im Januar 1308 starb. Sie heiratete 1292 Johann II., Graf von Dreux und Braine († 7. März 1309) und brachte damit die Herrschaft Montpensier dem Haus Frankreich-Dreux.